# Mónica Plaza de Prado
Mónica Plaza de Prado (Cervera de Pisuerga, 1916-Venta de Baños, 2010) fue una política española, concejal del Ayuntamiento de Palencia, procuradora en Cortes y consejera nacional del Movimiento durante la dictadura franquista.

## Biografía
Nació en la localidad palentina de Cervera de Pisuerga en 1915 o 1916.
Ejerció de concejala del Ayuntamiento de Palencia entre 1942 y 1947 dentro de la gestora municipal.
Cercana a Pilar Primo de Rivera y con un papel destacado dentro de la Sección Femenina (SF), fue regidora central de Trabajo de la SF y secretaria general del Departamento de Trabajo de la Mujer de la Organización Sindical.
En 1967 se convirtió en consejera nacional del Movimiento. En calidad de tal, fue procuradora de las Cortes franquistas entre 1967 y 1977. Desde allí hizo presión para la protección legal de las amas de casa. Fue uno de los pocos procuradores que no ratificó el nombramiento por parte de Franco de Juan Carlos de Borbón como sucesor en la Jefatura del Estado el 22 de julio de 1969 en las Cortes franquistas (fue una de las 9 abstenciones). En 1975 revalidó su cargo de consejera nacional. Enmarcada dentro del grupo más inmovilista de procuradores, votó en contra de la Ley de Asociaciones de 1974. Plaza, que defendía la existencia de una democracia orgánica en España y afirmaba no entender por qué debía sustituirse por otra de carácter «inorgánico», fue en 1976 una de las 13 abstenciones en la votación del proyecto de Ley de Reforma Política de Adolfo Suárez.
Miembro de la Unión del Pueblo Español (UDPE), en las elecciones democráticas de 1977 fue candidata a senadora por la provincia de Palencia dentro de las filas de Alianza Popular (AP), pero no obtuvo escaño.
Falleció en Venta de Baños el 12 de diciembre de 2010 a los 94 años de edad.

## Distinciones
- Gran Cruz de la Orden de Cisneros (1971)[18]